# Dub v lese Sedliska
Dub v lese Sedliska je památný strom. Nachází se v Závadě v okrese Opava v geografickém celku Opavská pahorkatina v Moravskoslezském kraji.

## Další informace
Dub v lese Sedliska je dub letní (Quercus robur), který se nachází na okraji lesa Sedlisko na hranici s katastrem obce Píšť. Je zařazen mezi chráněné památné stromy České republiky. Obvod kmene stromu ve výčetní výšce je 4,66 m a výška stromu je 25 m. Dub je poškozen zásahem blesku a konce větví následně usychají. Stáří stromu je odhadováno na více než 250 let. Strom byl prohlášen za památný 1. dubna 2009 s ochranným pásmem definovaným kruhem o průměru 30 m.

## Galerie

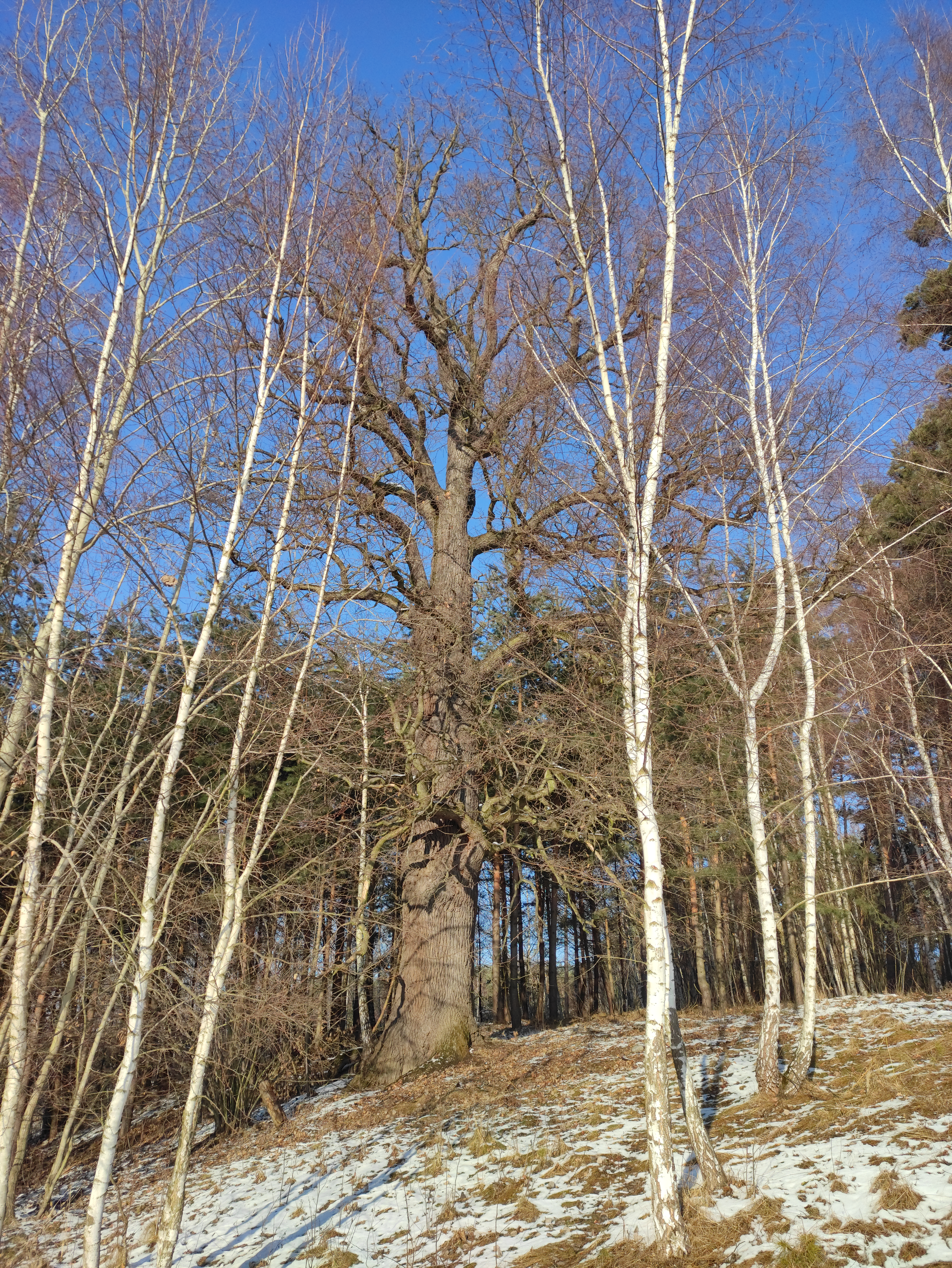